# Elberta (Utah)
Elberta es un lugar designado por el censo ubicado en el condado de Utah en el estado estadounidense de Utah. En el año 2000 tenía una población de 278 habitantes y una densidad poblacional de 7,7 personas por km². Inicialmente recibió el nombre de San Nebo y, por la carencia de agua, la mayoría de los habitantes partieron del lugar. Un nativo de Nueva York compró la localidad desarrollándola en el presente Elberta, que es el nombre de una de las especies de duraznos de la región.

## Geografía
Elberta se encuentra ubicado en las coordenadas 39°58′41″N 111°57′8″O / 39.97806, -111.95222. Según la Oficina del Censo, la localidad tiene un área total de 36 km² (13,9 mi²), de la cual la mayoría, 35,9 km² (13,9 mi²), es tierra y el resto (0,22%) es agua.

## Demografía
Según la Oficina del Censo en 2000 los ingresos medios por hogar en la localidad eran de $45,313, y los ingresos medios por familia eran $45,313. Los hombres tenían unos ingresos medios de $26,250 frente a los $16,250 para las mujeres. La renta per cápita para la localidad era de $9,356. Alrededor del 13.0% de la población de Elberta estaba por debajo del umbral de pobreza.